# David d'Angers
David d'Angers, pseudoniem van Pierre-Jean David (Angers, 12 maart 1788 – Parijs, 4 januari 1856) was een Frans beeldhouwer, tekenaar en medailleur uit de neoclassicistische periode. Hij is vooral bekend vanwege de vele standbeelden en portretbustes van beroemdheden, waaronder George Washington, Thomas Jefferson, Gutenberg, Goethe, Corneille, Racine en Paganini.

## Biografische schets
Pierre-Jean David werd geboren in de Franse stad Angers, ongeveer 300 km ten zuidwesten van Parijs. Zijn eerste tekenlessen kreeg hij van zijn vader, een beeldhouwer en houtsnijder, die als overtuigd revolutionair vocht tegen de antirevolutionaire beweging van de Chouannerie tijdens de Eerste Franse Republiek. Rond 1800 trok David naar Parijs waar hij als hulpje in het atelier van de beeldhouwer Philippe-Laurent Roland (1746–1816) werkte. In 1809 werd hij leerling van de schilder Jacques-Louis David, waarna hij het pseudoniem David d'Angers aannam om zich van zijn leermeester te onderscheiden. In deze periode werkte hij aan reliëfs voor onder andere het Louvre en de Arc de Triomphe. In 1810 won hij de tweede prijs met zijn werk Othryades aan de École des Beaux-Arts. Een jaar later won hij met Epaminondas de Prix de Rome.

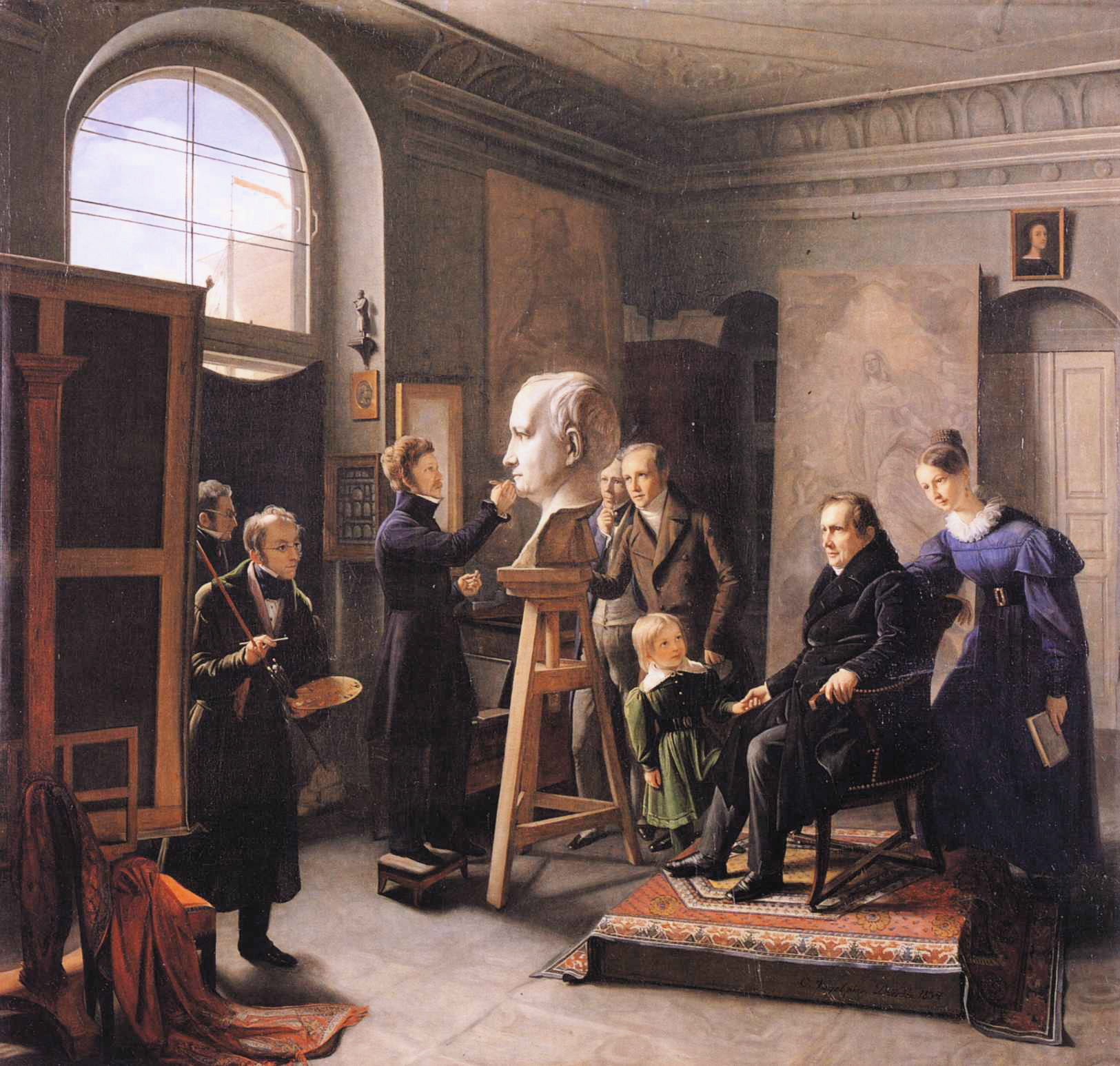
David d'Angers werkend in zijn atelier aan de buste van Ludwig Tieck (C.Chr. Vogel von V., 1834)

David bracht vervolgens vijf jaar door in Rome en Italië. In Rome bezocht hij meermaals het atelier van Antonio Canova. Na zijn terugkeer in Parijs in 1815 stond hem daar het politieke klimaat tegen, waarbij de royalisten opnieuw te touwtjes in handen hadden, en hij vertrok naar Londen. Daar werd hij koel ontvangen door onder anderen John Flaxman en andere academicians, die hem over één kam schoren met Jacques-Louis David, de schilder van de Franse Revolutie.
Terug in Parijs lukte het hem om een succesvol beeldhouwatelier te vestigen. Zijn beelden, portretbustes, portretmedaillons en grafmonumenten vonden gretig aftrek bij het gecultiveerde Parijse publiek. Later kreeg hij ook opdrachten in Duitsland, Engeland en Amerika, vooral na reizen door die landen in 1827 en 1829. Hij werd met name geroemd vanwege de expressieve gelaatsuitdrukking van zijn beelden. David paste daarbij principes ontleend aan de frenologie op een kunstzinnige manier toe.
In 1826 werd hij professor aan de École des beaux-arts en in hetzelfde jaar werd hij lid van de Académie des beaux-arts. In 1848, bij het begin van de Tweede Franse Republiek, werd hij gekozen als afgevaardigde van het departement Maine-et-Loire. In de Assemblée Nationale verdedigde hij bepaalde verworvenheden van de Februarirevolutie van 1848. Na de machtsovername door Napoleon III in 1852 moest hij als politiek vluchteling uitwijken naar Griekenland. Als gevolg daarvan ging zijn gezondheid sterk achteruit en overleed hij in 1856. David werd begraven op het Cimetière du Père-Lachaise.

## Nalatenschap

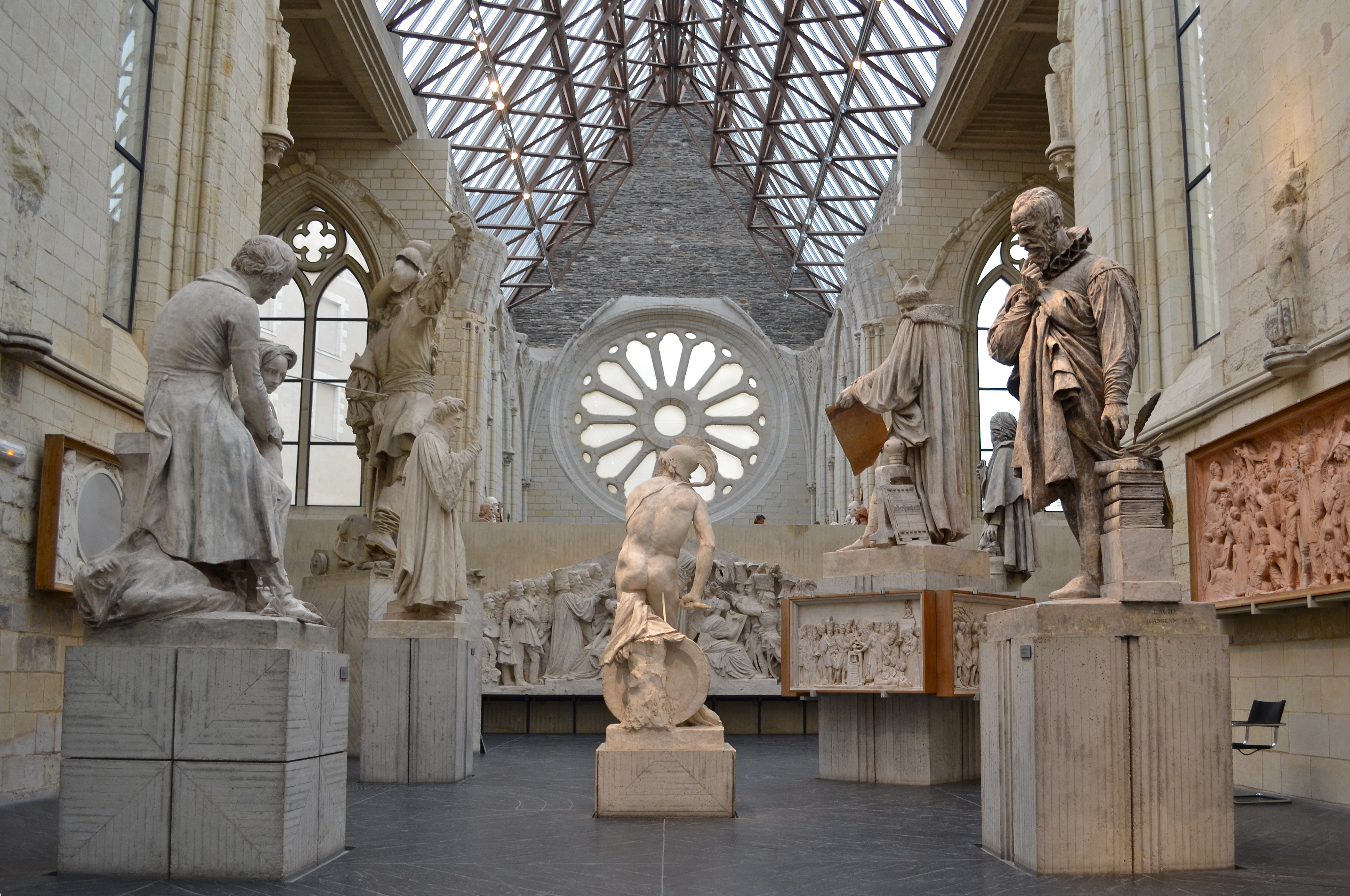
Interieur van de Galerie David d'Angers in Angers

Veel werk van D'Angers is te bewonderen in de openbare ruimte van steden, aan de buitenkant van openbare gebouwen of in kerken, kastelen en paleizen. Ander werk, zoals zijn bustes, medaillons en tekeningen, bevindt zich in musea en privécollecties over de hele wereld, maar met name in het Louvre en het Musée de la Vie romantique, beide in Parijs, en in de Galerie David d'Angers in Angers. Laatstgenoemd museum bezit bijna de complete verzameling gipsmodellen van zijn werk. Davids atelier vervaardigde meer dan 500 medaillons, een genre dat hij zeer goed beheerste.

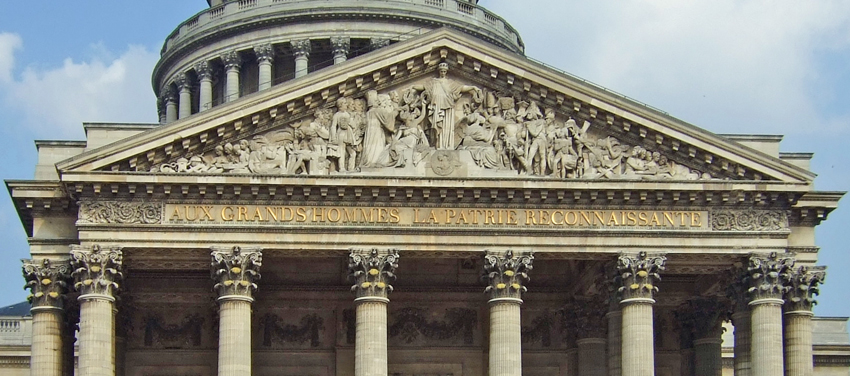
Fronton Panthéon, Parijs (1837)

Als zijn topwerken worden beschouwd de beelden en reliëfs op de Porte d'Aix in Marseille, het fronton van het Panthéon in Parijs, de sculpturen Gewonde Philopoemen en Strijder uit Marathon kondigt de overwinning aan, beide in het Louvre, het standbeeld van Johannes Gutenberg in Straatsburg en het ruiterstandbeeld van generaal Gobert op Père-Lachaise. Op die begraafplaats zijn zeven andere grafmonumenten van zijn hand te vinden. Zelf gaf David d'Angers de voorkeur aan zijn meer ingetogen, maar daardoor dramatische beelden, zoals het beeld van de gesneuvelde jonge strijder Joseph Bara, die al trommelend de dood tegemoet was getreden, en het grafmonument voor de Griekse vrijheidsstrijder Markos Botsaris. Van het grafmonument van Botsaris zei Victor Hugo dat het "de grandeur van Phidias verenigt met de expressieve kracht van Puget".

## Selectie van werken

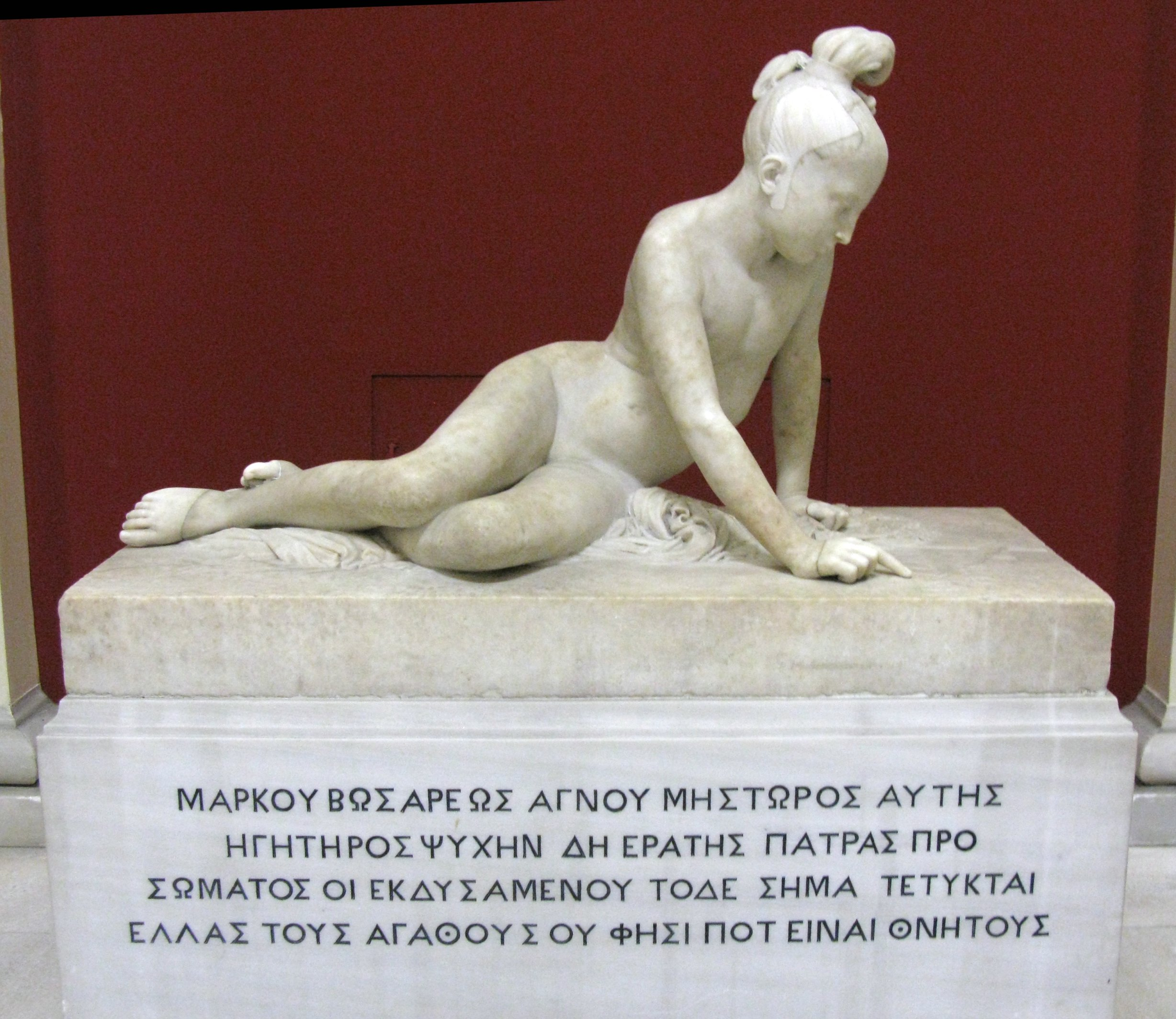
Grafmonument Markos Botsaris: een meisje wijst de naam van Botsaris op diens grafsteen aan (1830)

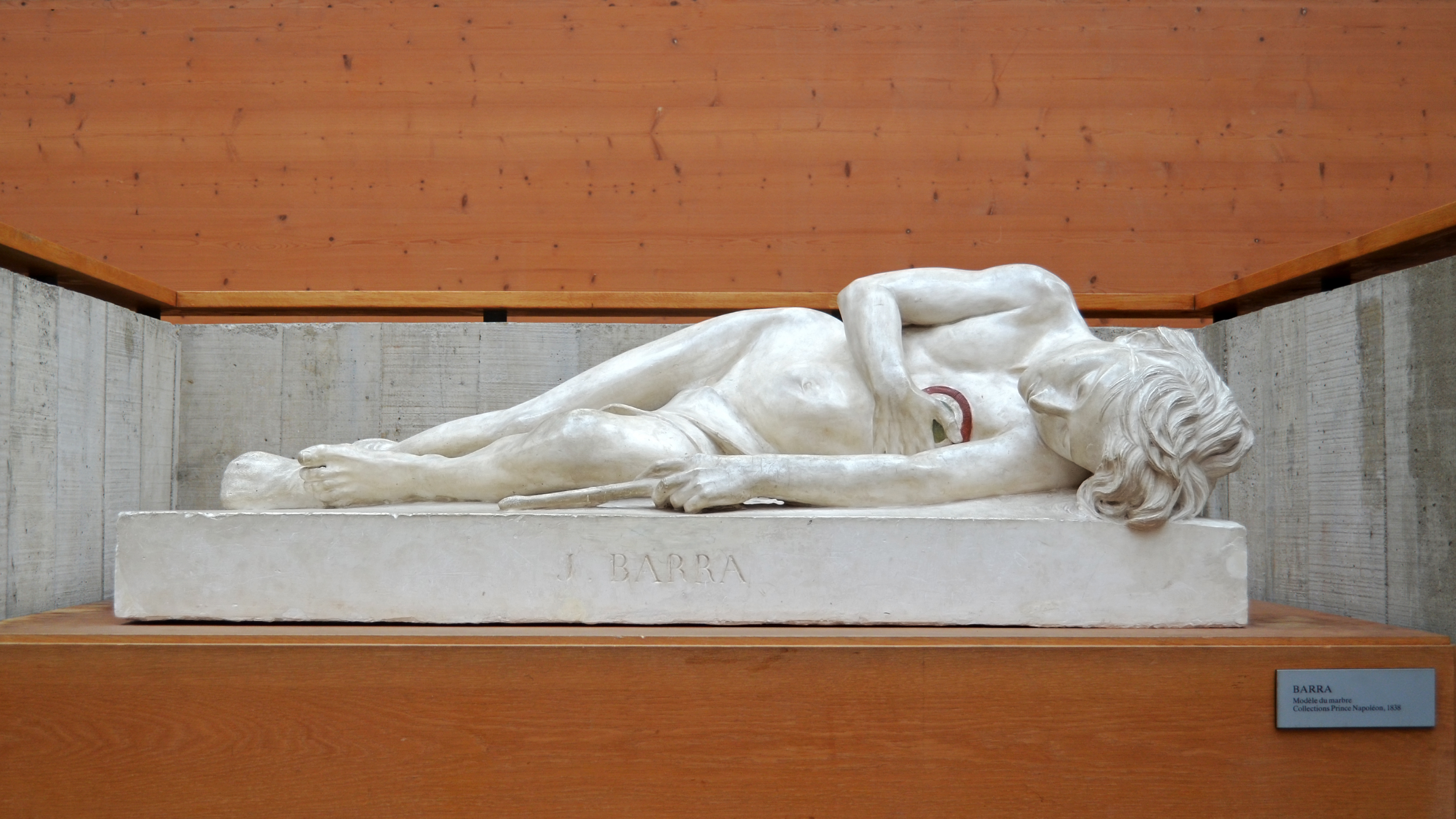
Het dode lichaam van de jonge trommelaar Joseph Bara (1838)

- 1823-39: Beelden en reliëfs op de Porte d'Aix in Marseille
- Enkele reliëfs op de Colonne de Juillet op de Place de la Bastille, Parijs
- Beelden en reliëfs in de theaterzaal van het Théâtre de l'Odéon, Parijs
- 1823-26: Grafmonument van aartsbisschop François Fénelon (kathedraal van Kamerijk; gipsmodel in Angers)
- 1824: Grafmonument van generaal Charles de Bonchamps(parochiekerk van Saint-Florent-le-Vieil)
- 1830: Grafmonument van de Griekse vrijheidsstrijder Markos Botsaris (origineel in het Nationaal Historisch Museum in Athene; kopie in Mesolongi)
- 1837: Beeld van gewonde Philopoemen in het Louvre
- 1837: Gebeeldhouwd fronton van het Panthéon, Parijs
- 1838: Het dode lichaam van de jonge trommelaar Joseph Bara, gesneuveld tijdens de opstand in de Vendée
- Standbeelden van onder anderen René I van Anjou in Aix-en-Provence, Hendrik II van Frankrijk (1826) in Boulogne-sur-Mer, paus Silvester II (1851) in Aurillac, Thomas Jefferson in Philadelphia, Jean Racine in La Ferté-Milon, Pierre Corneille (1834) in Rouen, Johannes Gutenberg (1840) in Straatsburg (een kopie staat voor het gebouw van de Imprimerie Nationale in Parijs), Georges Cuvier in Montbéliard (en de Jardin des Plantes in Parijs), de acteur François-Joseph Talma in de Comédie-Française en Madame de Staël in het Institut de France in Parijs.
- Portretbustes van onder anderen Hendrik II van Frankrijk, keizer Frans II, George Washington, Gilbert du Motier de La Fayette (beide in het Capitool in Washington D.C.), Alexander von Humboldt, Johann Wolfgang von Goethe (in Dresden), Jean Racine, François René de Chateaubriand, Honoré de Balzac (Maison de Balzac, Parijs), Victor Hugo, Ambroise Paré, Louis Visconti (Institut de France, Parijs), François Arago (1839; Louvre), Camille Jordan, James Fenimore Cooper, Jeremy Bentham, François Fénelon, Charles de Secondat, Baron de Montesquieu, Bernard Germain de Lacépède, Jean Casimir-Périer, Gioacchino Rossini, Niccolò Paganini, Emmanuel Joseph Sieyès, François-René de Chateaubriand.

## Afbeeldingen

### Monumentaal werk

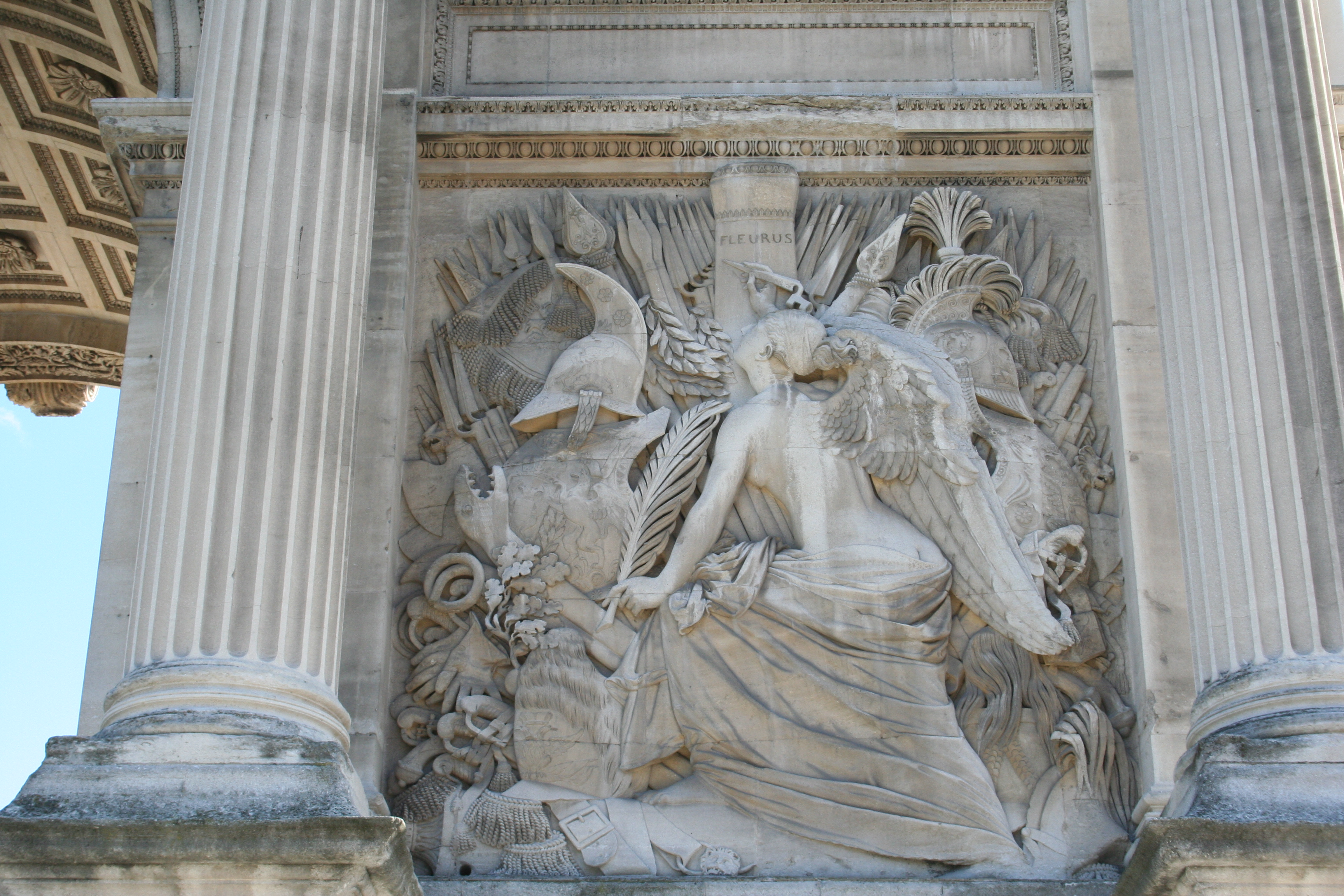
Reliëf op de Porte d'Aix in Marseille (1823-39)
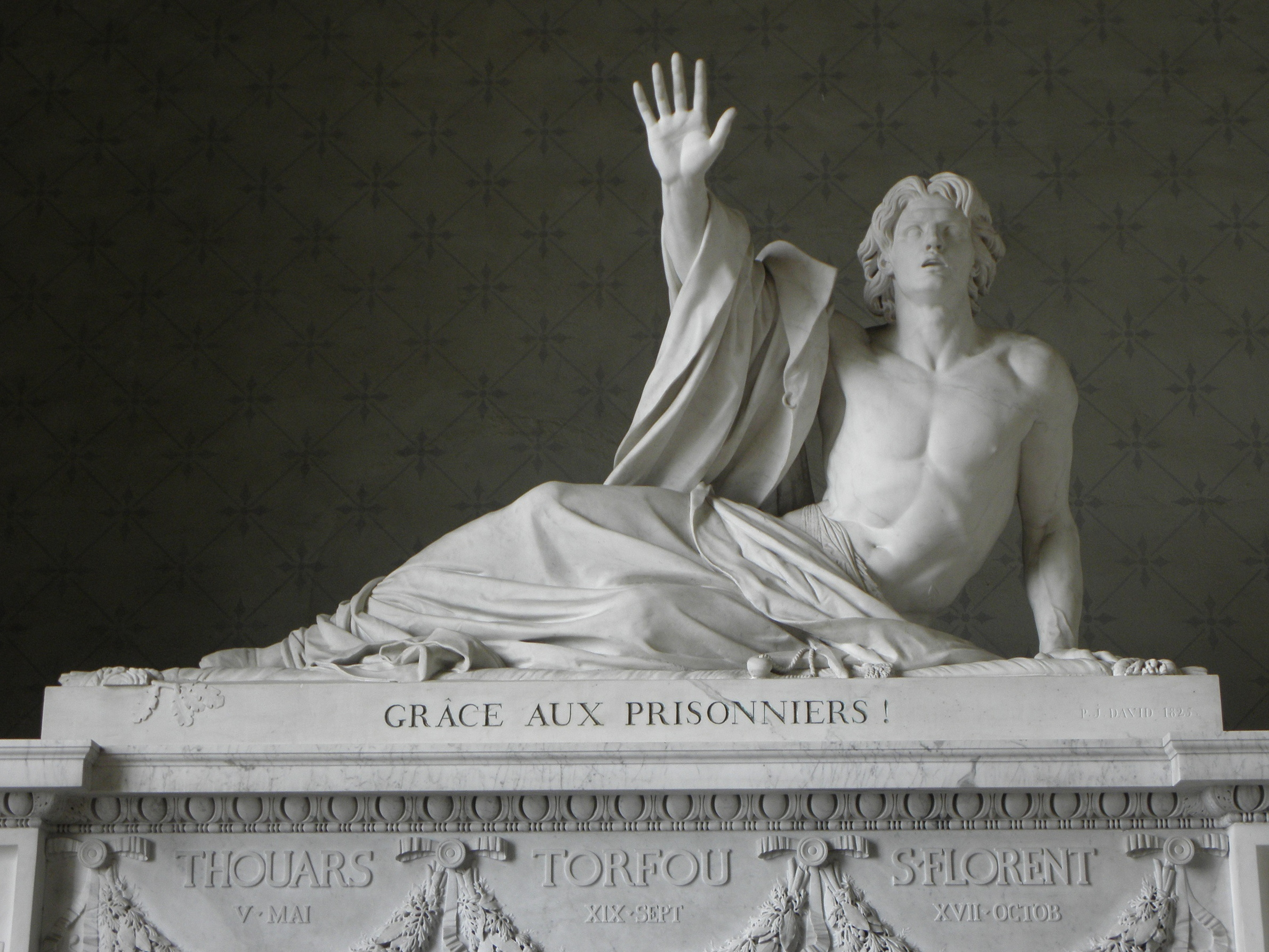
Grafmonument generaal Bonchamps, abdij van Saint-Florent-le-Vieil (1825)
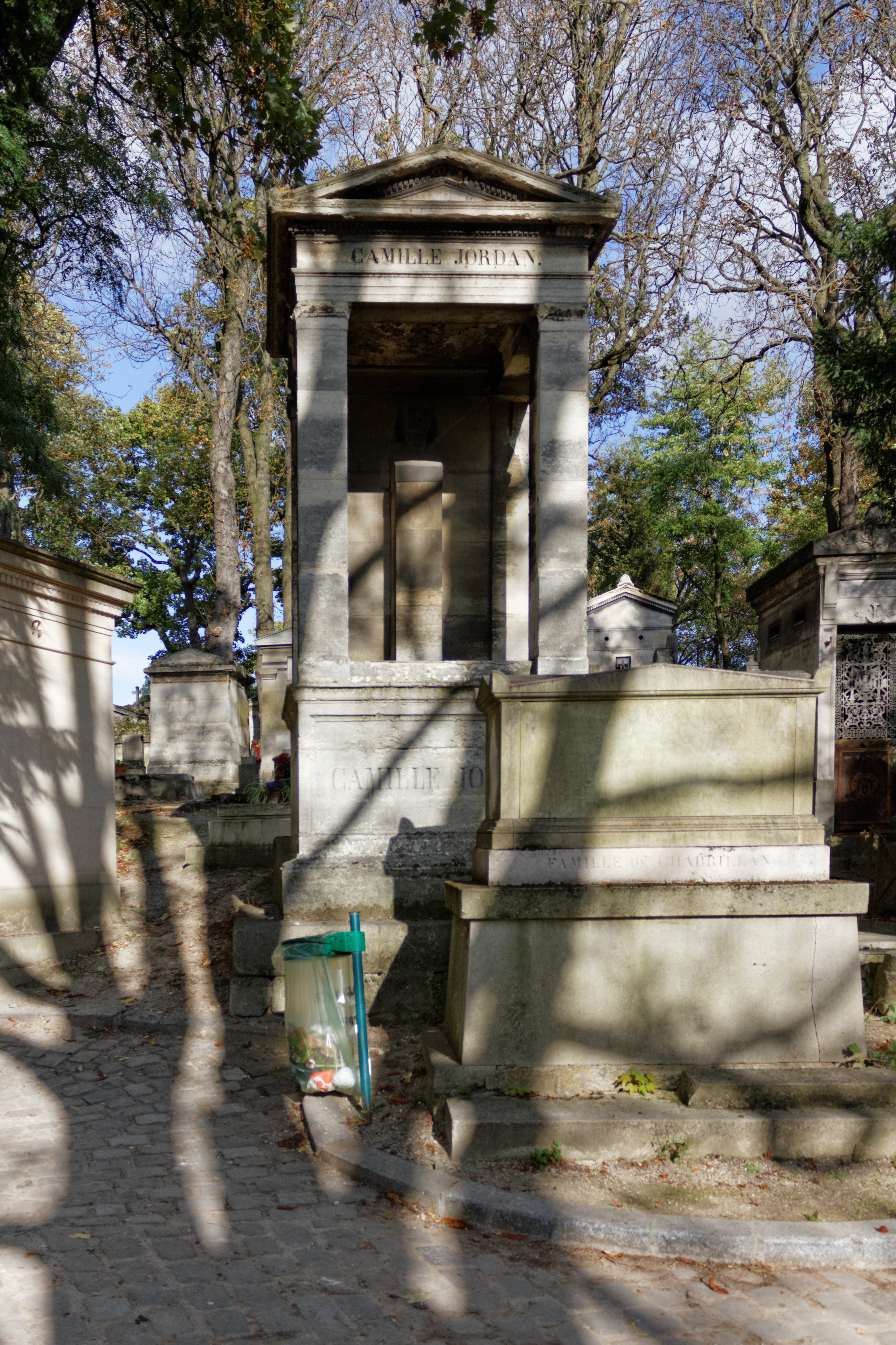
Grafmonument Camille Jordan (1832)
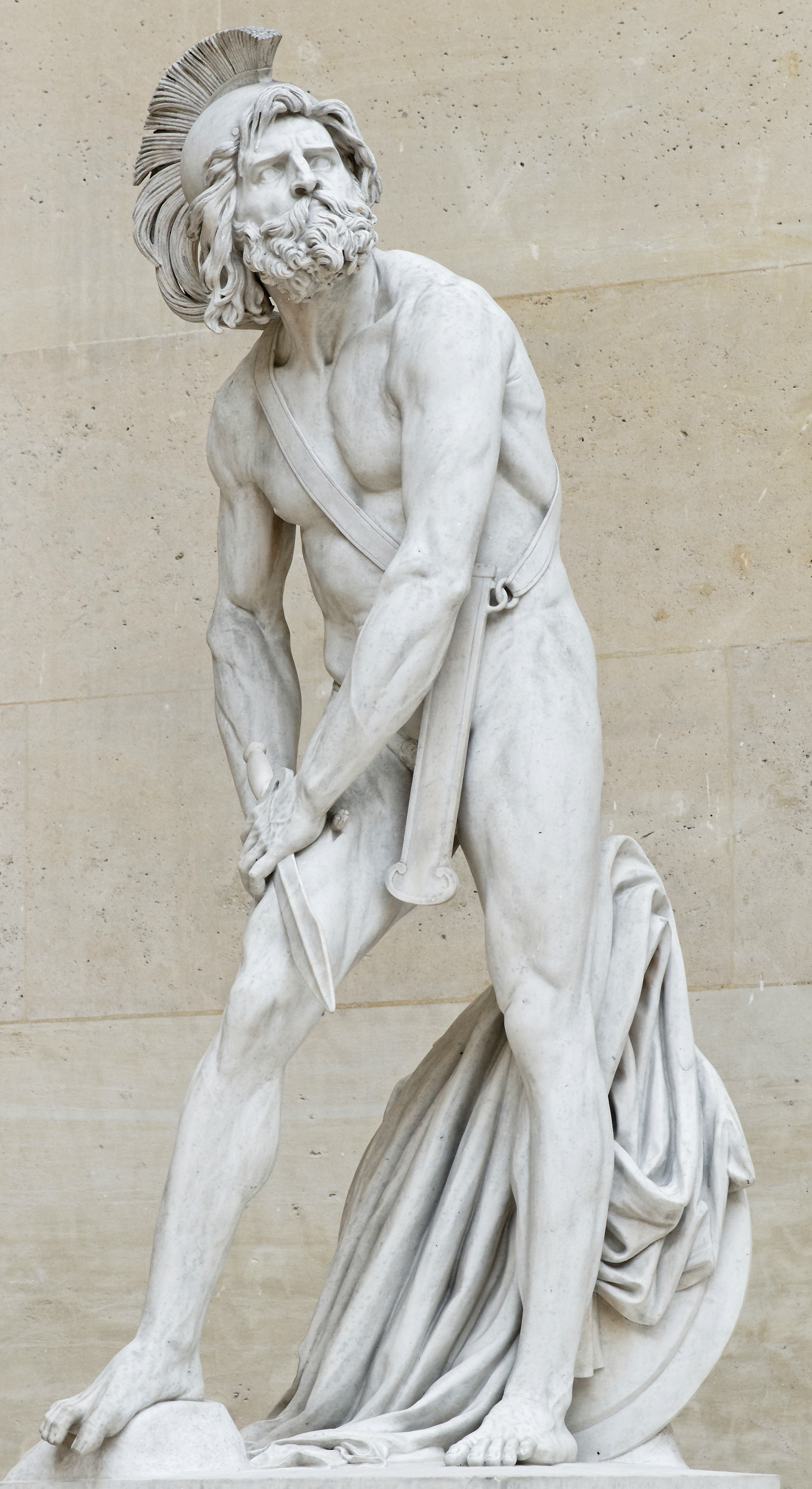
Gewonde Philopoemen (1837)

### Standbeelden

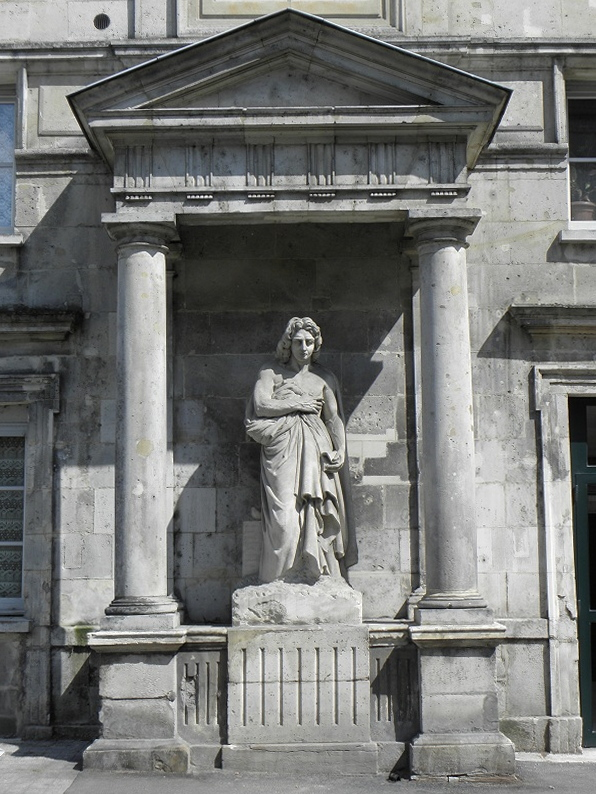
Standbeeld van Racine in La Ferté-Milon
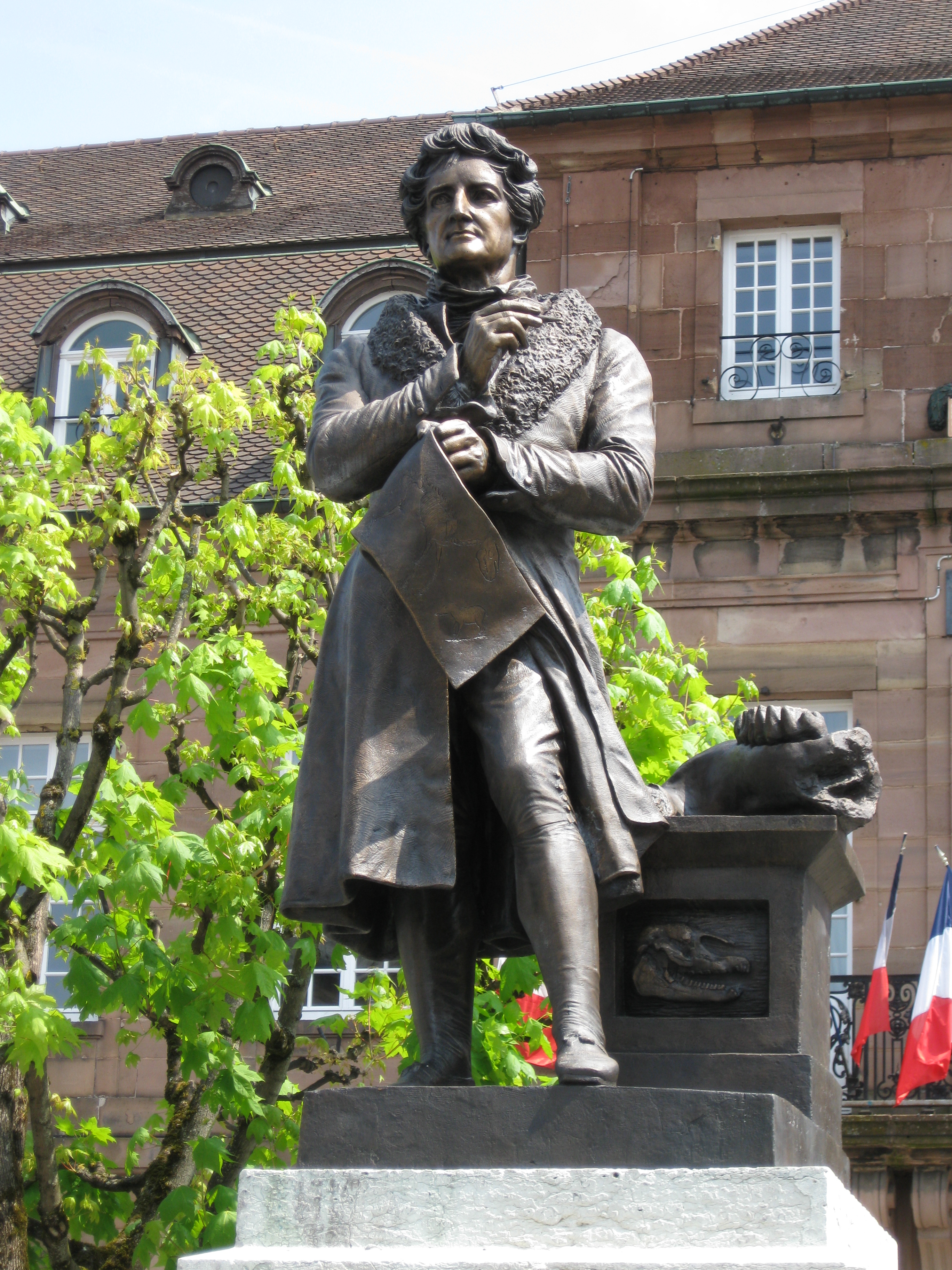
Standbeeld Georges Cuvier in Montbéliard (1835)
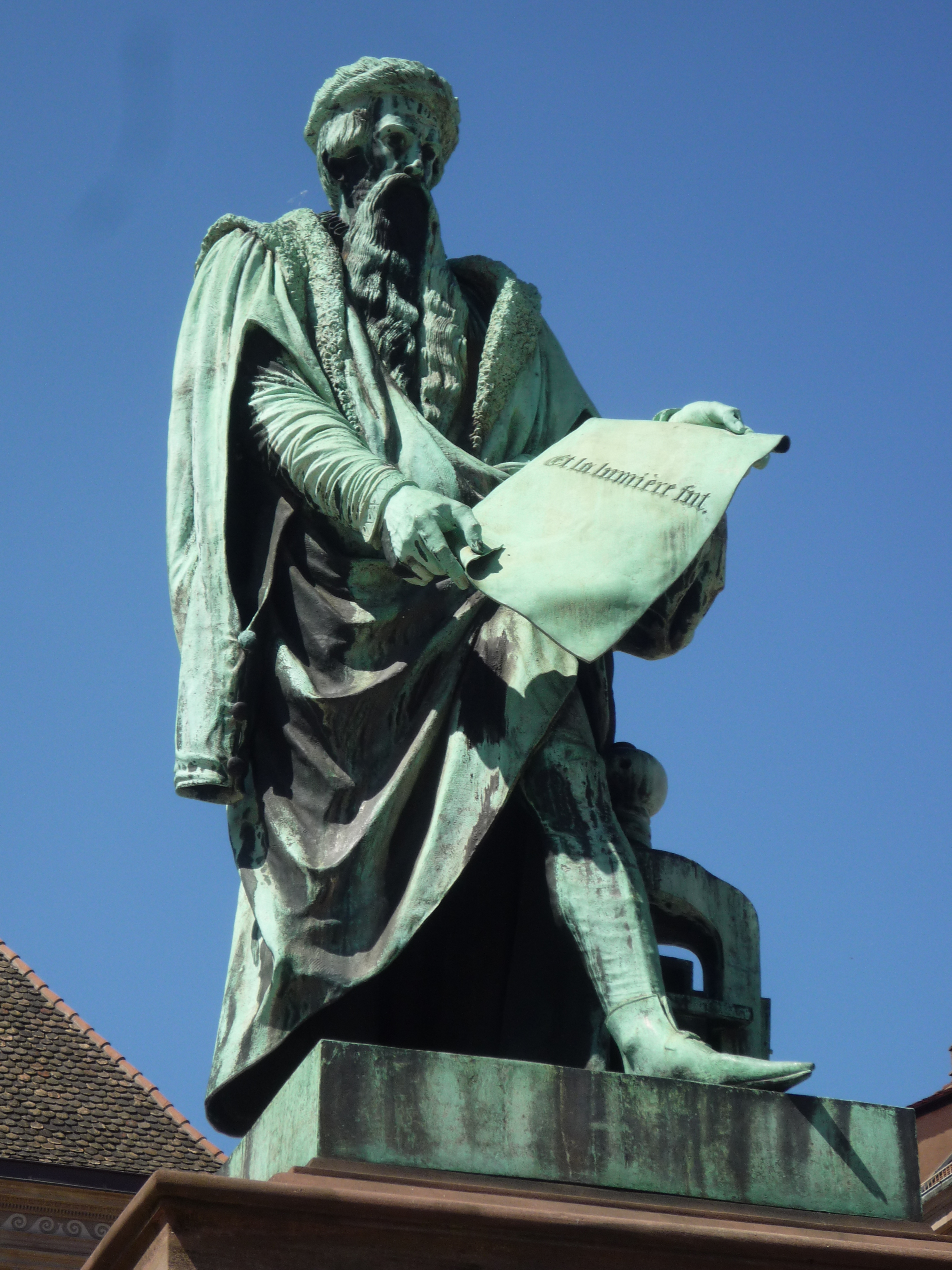
Standbeeld Gutenberg in Straatsburg (1840)
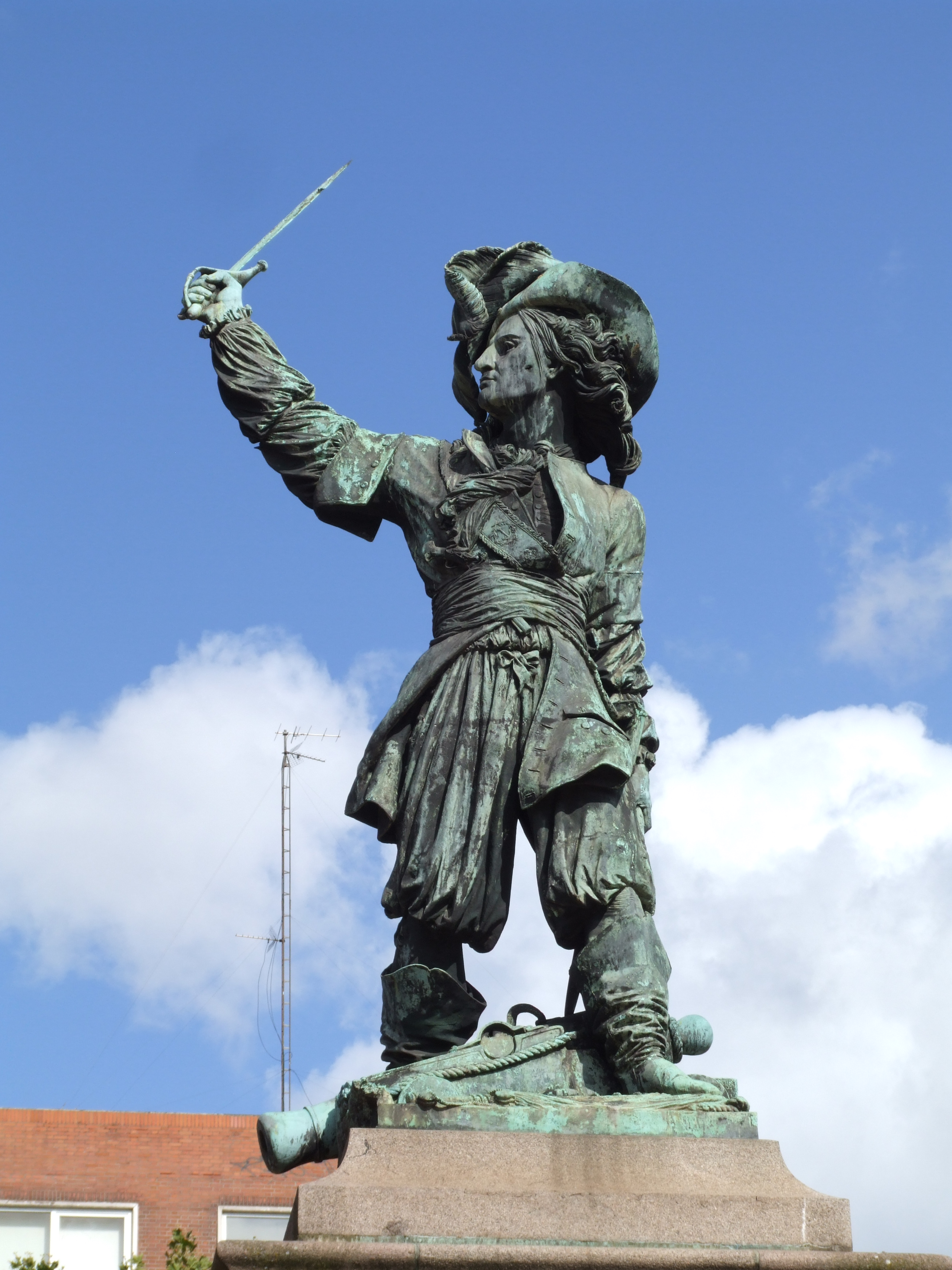
Standbeeld Jean Bart in Duinkerken (1845)

### Portretbustes

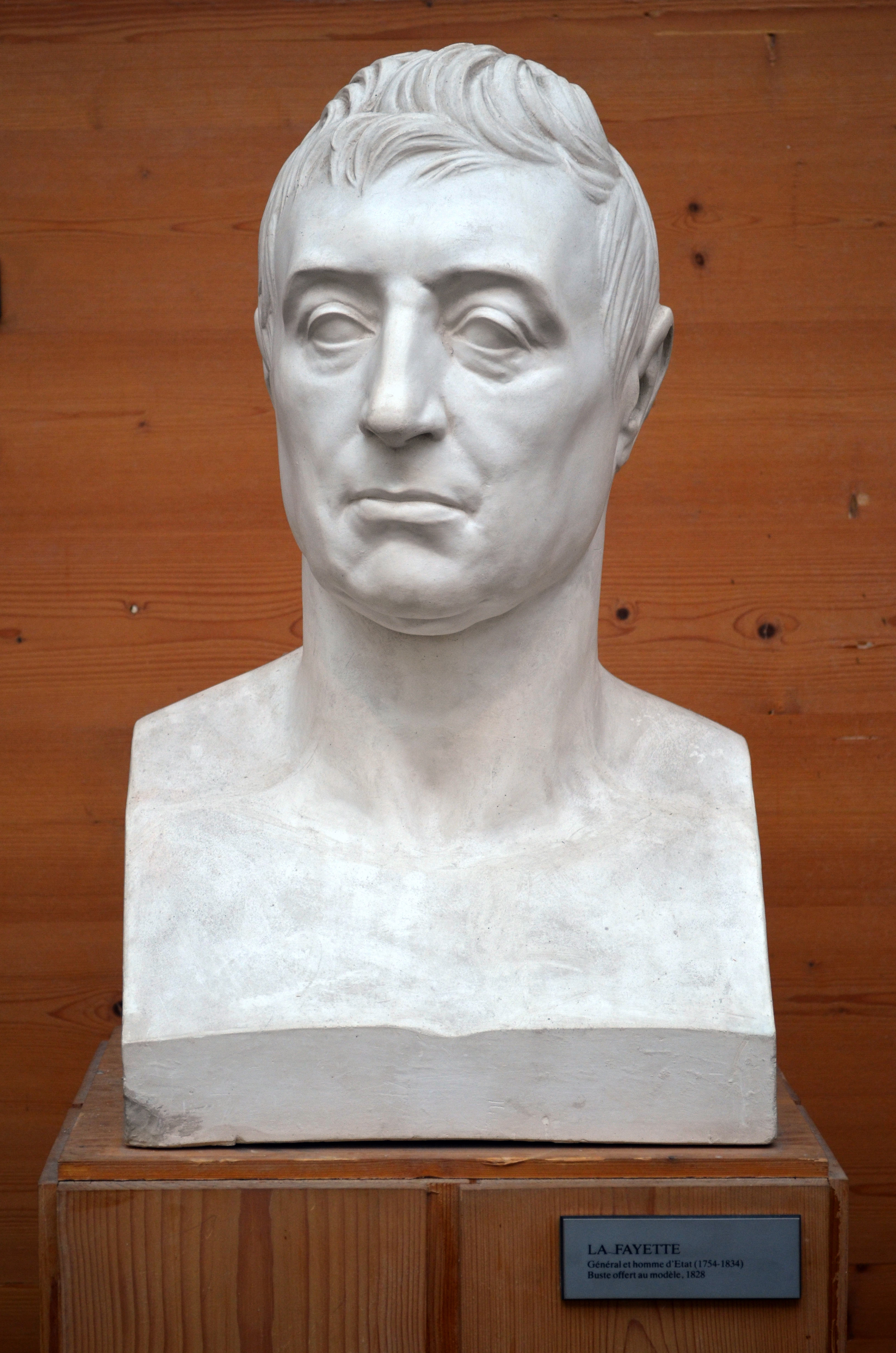
La Fayette (1829)
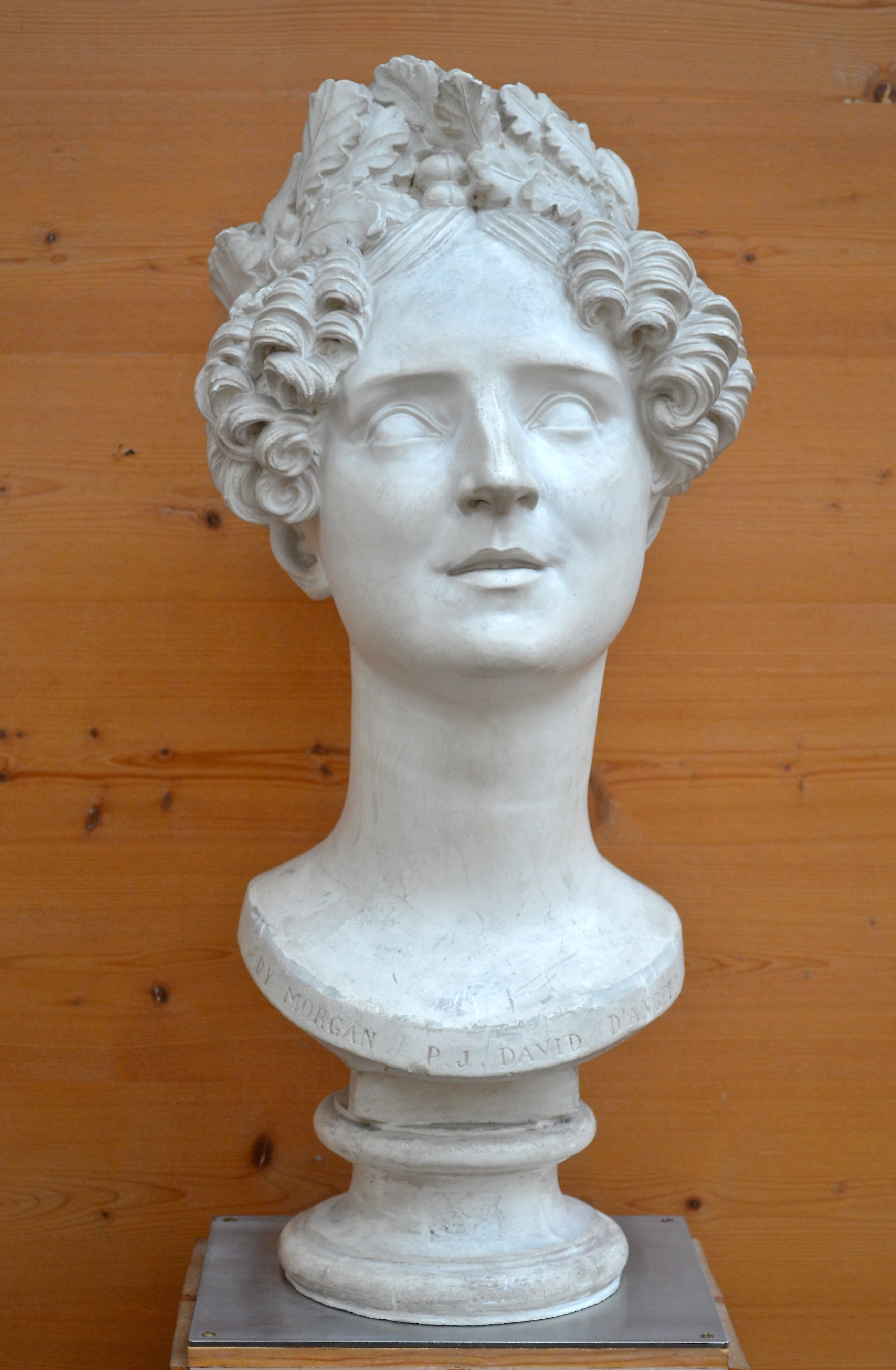
Lady Morgan (1830)
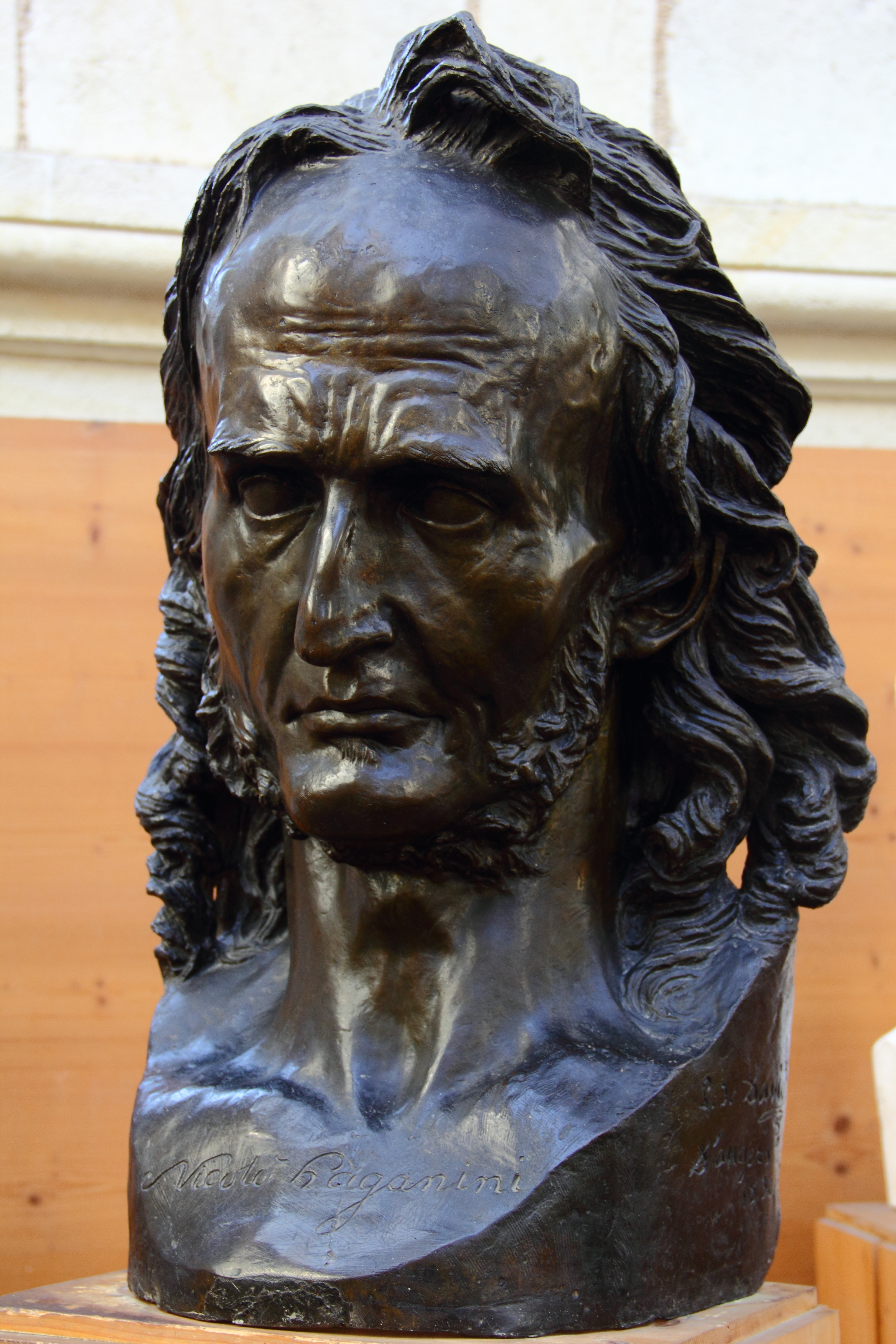
Paganini (1830-33)
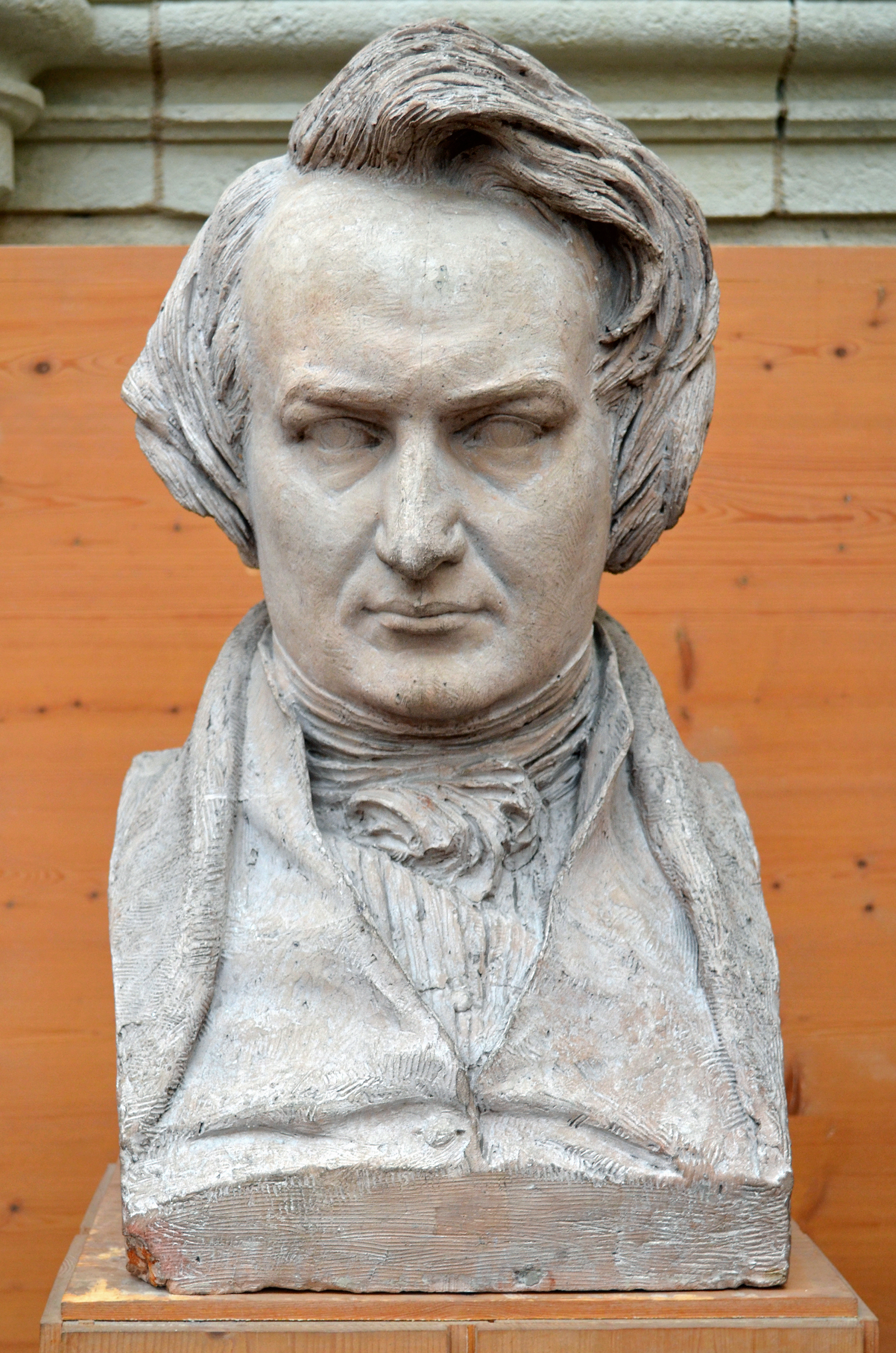
Victor Hugo (1837)

### Portretmedaillons

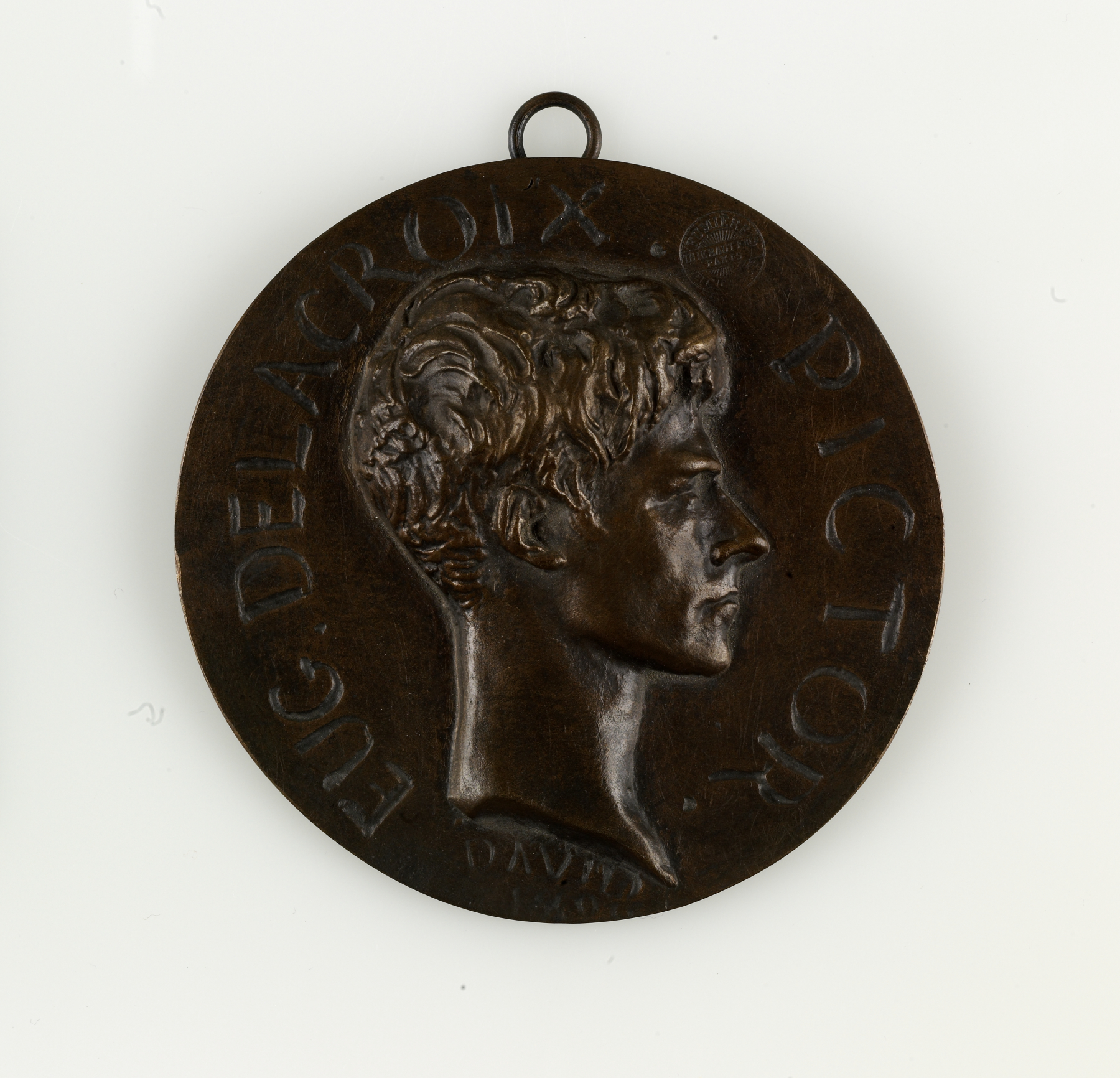
Eugène Delacroix (1828)
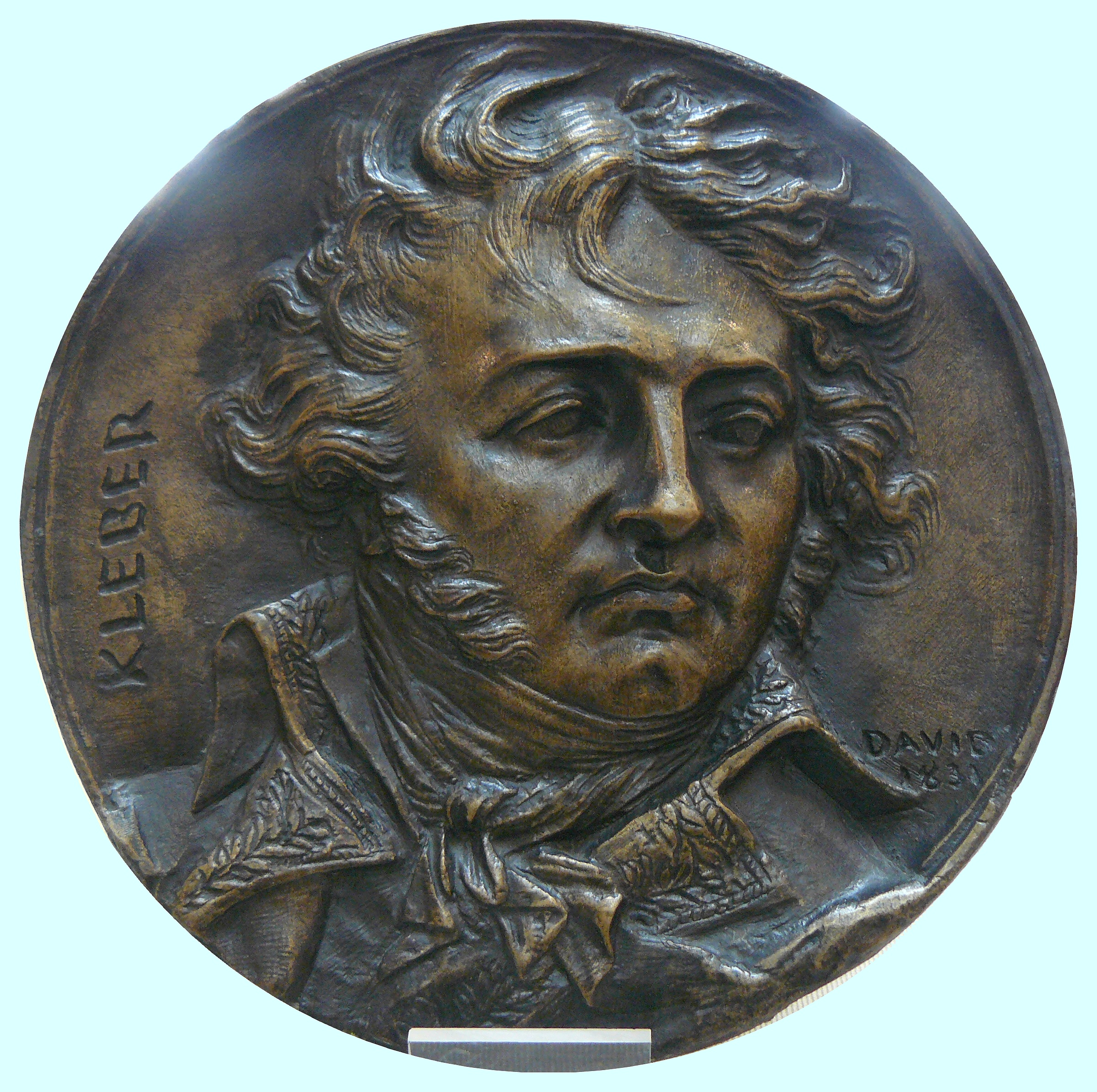
Generaal Kléber (1831)
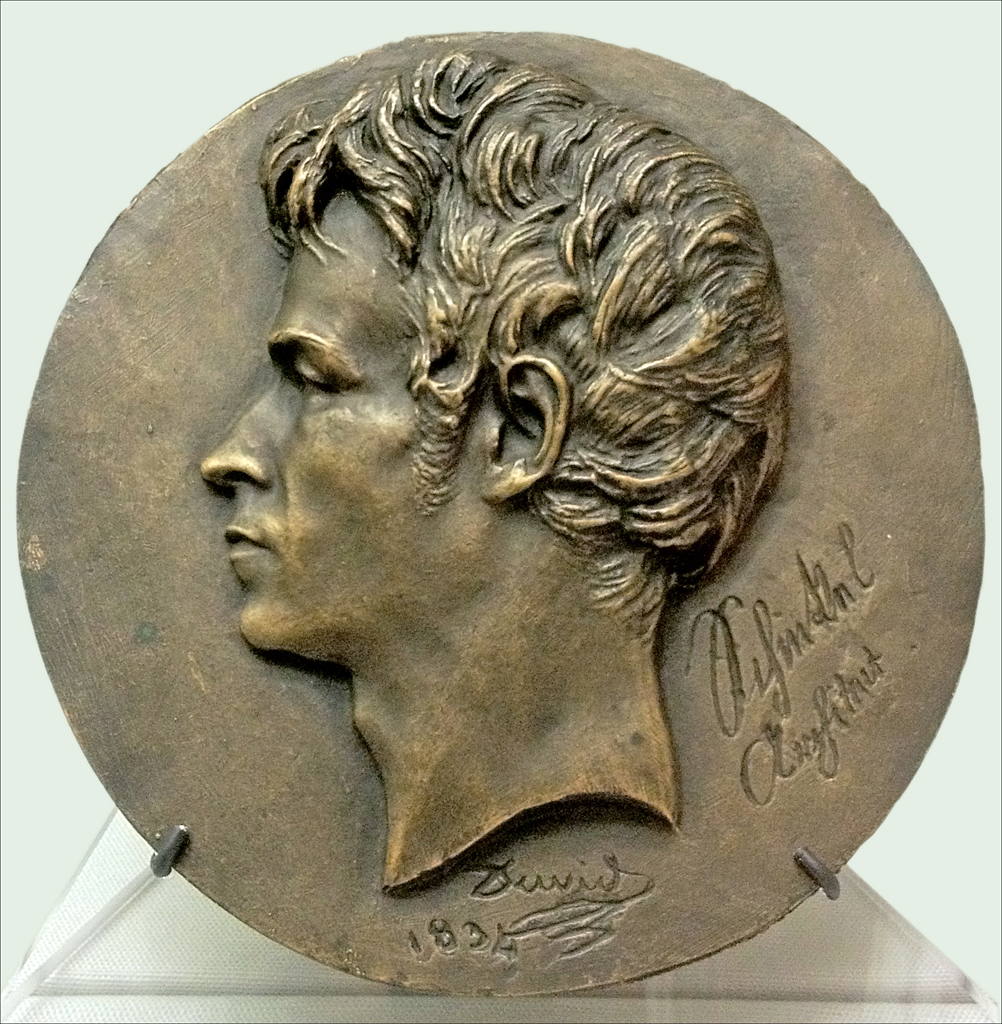
Karl-Friedrich Schinkel (1834)
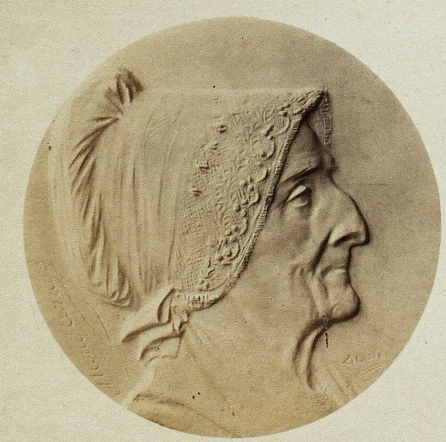
Marie Arago (1843)